# Sciocoris
Sciocoris is een geslacht van wantsen uit de familie schildwantsen (Pentatomidae). Het geslacht werd voor het eerst wetenschappelijk beschreven door Carl Fredrik Fallén in 1829.

## Soorten
Het genus bevat de volgende soorten:

- Sciocoris addisi Linnavuori, 1972
- Sciocoris australis Linnavuori, 1975
- Sciocoris cursitans (Fabricius, 1794)
- Sciocoris fuscosparsus Stål, 1858
- Sciocoris granulatus Fieber, 1851
- Sciocoris longifrons Barber, 1933
- Sciocoris lugubris Walker, 1868
- Sciocoris microphthalmus Flor, 1860
- Sciocoris obscurus Dallas, 1851
- Sciocoris paleaceus Germar, 1837
- Sciocoris reflexus Fieber, 1851
- Sciocoris rotundiceps Linnavuori, 1975
- Sciocoris rusticus Stål, 1853
- Sciocoris senegalensis Fieber, 1851

Subgenus Aposciocoris Wagner, 1965
- Sciocoris atifi Lodos & Önder, 1982
- Sciocoris cerrutii Wagner, 1959
- Sciocoris homalonotus Fieber, 1851
- Sciocoris luteolus Fieber, 1861
- Sciocoris macrocephalus Fieber, 1851
- Sciocoris pictus Wagner, 1959
- Sciocoris placidus Jakovlev, 1903
- Sciocoris safavii Hoberlandt, 1959
- Sciocoris umbrinus (Wolff, 1804)

Subgenus Masthletinus Reuter, 1879
- Sciocoris abbreviatus (Reuter, 1879)

Subgenus Neosciocoris Wagner, 1965
- Sciocoris assimilis Fieber, 1851
- Sciocoris conspurcatus Klug, 1845
- Sciocoris cursitans (Fabricius, 1794)
- Sciocoris farsianus Linnavuori, 2012
- Sciocoris fraterculus Linnavuori, 1972
- Sciocoris fumipennis Puton, 1881
- Sciocoris gyldenstolpei Bergroth, 1927
- Sciocoris kiritshenkoi Wagner, 1965
- Sciocoris leprieuri Mulsant & Rey, 1866
- Sciocoris lineiventris Linnavuori, 1972
- Sciocoris longifrons Barber, 1933
- Sciocoris maculatus Fieber, 1851
- Sciocoris microphthalmus Flor, 1860
- Sciocoris modestus Horváth, 1903
- Sciocoris monticola Linnavuori, 1975
- Sciocoris orientalis Linnavuori, 1960
- Sciocoris othmanus Linnavuori, 1972
- Sciocoris otini Vidal, 1938
- Sciocoris pallens Klug, 1845
- Sciocoris parallelus Vidal, 1952
- Sciocoris persimilis Wagner, 1965
- Sciocoris remanei Wagner, 1965
- Sciocoris sideritidis Wollaston, 1858
- Sciocoris terrulentus Reiche & Fairmaire, 1849

Subgenus Parasciocoris Wagner, 1965
- Sciocoris afghanus Hoberlandt, 1984
- Sciocoris angusticollis Puton, 1895
- Sciocoris bifurcus Seidenstücker, 1968
- Sciocoris canariensis Lindberg, 1953
- Sciocoris capitatus Jakovlev, 1882
- Sciocoris cassiae Linnavuori, 1975
- Sciocoris convexiusculus Puton, 1874
- Sciocoris cursitans (Fabricius, 1794)
- Sciocoris kmenti Linnavuori, 2012
- Sciocoris kocheri Vidal, 1952
- Sciocoris longifrons Barber, 1933
- Sciocoris microphthalmus Flor, 1860
- Sciocoris theryi Vidal, 1949

Subgenus Sciocoris Fallén, 1829
- Sciocoris angularis Puton, 1889
- Sciocoris consobrinus Kiritshenko, 1952
- Sciocoris cursitans (Fabricius, 1794)
- Sciocoris deltocephalus Fieber, 1861
- Sciocoris dilutus Jakovlev, 1903
- Sciocoris distinctus Fieber, 1851
- Sciocoris helferi Fieber, 1851
- Sciocoris hoberlandti Wagner, 1954
- Sciocoris indicus Dallas, 1851
- Sciocoris lateralis Fieber, 1851
- Sciocoris longifrons Barber, 1933
- Sciocoris microphthalmus Flor, 1860
- Sciocoris ochraceus Fieber, 1861
- Sciocoris ogivus Jakovlev, 1894
- Sciocoris pentheri Wagner, 1953
- Sciocoris poddubnyi Derzhansky, 1994
- Sciocoris ressli Wagner, 1966
- Sciocoris ribauti Wagner, 1953
- Sciocoris sulcatus Fieber, 1851